# トビ語
トビ語 (トビご、トビ語: ramarih Hatohobei) は、パラオの南西諸島のハトホベイ州トビ島などで用いられる言語。ミクロネシア諸語に属し、話者数は最大で150人程度と推測されている。
トビ語とソンソロール州、メリール島、プロアナ島などの言語はパラオ語ではなくミクロネシア連邦のチューク諸島で用いられる言語と近い関係にある。
トビ語話者は台風など自然災害から移住し、パラオの旧首都コロール州アラカベサン島のエイアン（Echang）に多く居住している。エイアンには同じく南西諸島のソンソロール州からの移住者も多く、トビ語とソンソロール語は非常に似通っているため、徐々に「エイアン語」と呼ばれる新しい言語に統合しつつあるとされる。

## 例
- 動物 = mar
- ココヤシ = ruh
- さよなら = sabuho
- 言葉 = ramarih
- soldierfish[3] = red

### 数
- 1 = sewo
- 2 = huwou
- 3 = soruo
- 4 = fauwo

これは基礎となる数詞で、それぞれのものに対していくつもの違った数え方が存在する。